# Bitwa o Angaur
Bitwa o Angaur – bitwa II wojny światowej na Pacyfiku stoczona na wyspie Angaur na Pacyfiku w dniach od 17 do 30 września 1944 roku.

## Tło
Angaur jest małą wyspą wulkaniczną o długości 4,8 km, oddzieloną 9,7 km cieśniną od wyspy Peleliu. Rdzenna ludność (bardzo nieliczna) utrzymywała się z rolnictwa, rybołówstwa i wydobywania fosforanu. W połowie 1944 na wyspie stacjonowało 1400 żołnierzy japońskich pod dowództwem generała porucznika Sadae Inoue. 
Słabe umocnienia obronne wysp Palau oraz możliwość budowy lotnisk polowych spowodowały, że wyspy były atrakcyjnym celem dla wojsk amerykańskich po tym, jak zajęto wyspy Marshalla. Jednakże braki w sprzęcie desantowym (barki, okręty desantowe) spowodowały, że akcja bojowa na wyspy Palau mogła rozpocząć się dopiero po zdobyciu Wysp Mariańskich.

## Bitwa

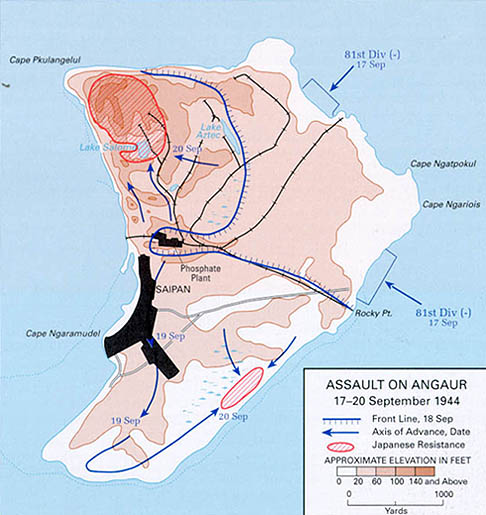
Mapa bitwy

Bombardowanie Angaur przez pancernik USS „Tennessee”, krążowniki oraz bombowce nurkujące Douglas SBD Dauntless startujące z lotniskowca USS „Wasp” rozpoczęło się 11 września 1944. Sześć dni później, 17 września, 81 Dywizja Piechoty generała majora Paula J. Muellera wylądowała na wybrzeżu północno- i południowo-wschodnim. W początkowej fazie bitwy, główny problem dla wojsk amerykańskich stanowiły pola minowe, podczas gdy japońscy obrońcy nie stawiali dużego oporu. Stopniowo jednak opór Japończyków wzmacniał się, szczególnie gdy wojska amerykańskie dotarły do wzgórza (nazwane przez Amerykanów The Bowl, z ang. miska) niedaleko jeziora Salome w północno-zachodniej części wyspy. Od 20 września 322. Batalion ponawiał próby ataku na wzgórze, jednak 750 obrońcom japońskim udawało się je odpierać, przy użyciu dział, moździerzy i karabinów maszynowych. Stopniowo jednak głód, brak wody oraz naloty amerykańskich bombowców przerzedziły szeregi obrońców i 25 września Amerykanie zdobyli wzgórze. 30 września wyspa została zajęta przez wojska amerykańskie.

## Po bitwie
Lotniska polowe zaczęto budować jeszcze w czasie trwania bitwy. Jednak wskutek opóźnienia ataku na wyspy Palau lotniska te nie były jeszcze gotowe do funkcjonowania przed rozpoczęciem kampanii filipińskiej w październiku 1944 roku. Admirał William Halsey twierdził jeszcze przed inwazją wysp Palau, że akcja taka jest zbędna (z czym zgadzają się obecni historycy wojskowi, sugerując, że główną korzyścią było nabycie doświadczenia bojowego przez 81 Dywizję Piechoty). 
81 Dywizja Piechoty bezpośrednio po bitwie wyruszyła na pomoc 1 Dywizji Marines znajdującej się na Peleliu, która to wcześniej natknęła się na niezwykle silny opór wroga na wyżynie znajdującej się w centralnej części wyspy.